# 小行星3219
小行星3219（3219 Komaki）是一颗围绕太阳公转的小行星。1934年2月4日，卡爾·威廉·萊茵姆特在海德堡发现了此天体。
該小行星以日本業餘天文學家小槙孝二郎命名。
这颗小行星的绝对星等为294.37028等。